# Peso uruguayo
El peso uruguayo es la moneda de curso legal, de la República Oriental del Uruguay desde el 1 de marzo de 1993, reemplazando al nuevo peso por un valor de 1000 nuevos pesos = 1 peso uruguayo. Se representa con un símbolo $.

## Evolución histórica

### Hasta 1840
En la Banda Oriental circularon desde tiempos de la colonización monedas de todos los diferentes regímenes que habían ejercido poder en el territorio: España, Portugal, el Imperio británico, las Provincias Unidas del Río de la Plata y el Imperio del Brasil. También circularon monedas de México, de Potosí y del Banco Nacional de Buenos Aires.
Lograda la independencia, el Gobierno provisorio de José Rondeau no tomó ninguna medida monetaria y permitió la circulación de todas las monedas existentes en el país a la fecha. Posteriormente hubo varios intentos de creación de una moneda nacional con signos nacionales. Las primeras decisiones al respecto fueron tomadas en 1829, año en el cual se prohibió la introducción en el territorio de la República de toda moneda de cobre procedente del extranjero. No obstante, las monedas de metales preciosos (oro y plata) continuaron circulando hasta 1893, fecha en que se prohibió definitivamente su circulación.
Con la asunción como presidente de Fructuoso Rivera se siguieron tomando medidas. El 26 de enero de 1831 se sancionó una ley en la que se estableció que las oficinas públicas no admitirán la moneda de cobre extranjera, ni pagarán con ella, y los particulares no serán obligados a recibirla como tal en ninguna clase de transacciones. Producto de estas medidas, la plaza sufrió una carencia de monedas de cambio, por lo que el gobierno se abocó a la búsqueda de una solución. Dicha solución se buscó por medio de la ley N.º 17 del 15 de marzo de 1831, que dispuso la emisión de la moneda conocida como Décimos de la Provincia de Buenos Aires por la mitad de su valor escrito. Estas monedas, con valor de un décimo de real, fueron las primeras monedas emitidas por la República Oriental del Uruguay.

### De 1840 a 1862
Esta medida no fue suficiente para paliar la situación de escasez, lo que llevó al gobierno a tomar nuevas medidas, por medio de la ley N.º 208 del 20 de junio de 1839. Esta ley mantuvo como referencia al real español, una moneda de plata de 3,35 gramos. Se autorizó la emisión de monedas de 5 y 20 centésimos de real de plata, siendo las primeras en llevar signos nacionales. Las monedas de 5 centésimos pesaban 4 adarmes y, las de 20 centésimos, 16 adarmes.
A pesar de la autorización legal, los primeros trabajos para llevarla a cabo datan del 8 de mayo de 1840, fecha en la cual el grabador Agustín Jouve presentó una propuesta al Poder Ejecutivo para realizar dicha actividad. Estas monedas fueron puestas en circulación por el gobierno el 15 de octubre de 1840. 
El 13 de diciembre de 1843 se dictaron las leyes N.º 254 y N.º 255. La primera facultaba al gobierno a emitir monedas de cobre 5, 20 y 40 centésimos de real. La segunda autorizaba al Poder Ejecutivo a acuñar monedas de plata con una pureza de 16 y ½ dineros. Se estatuyeron dos clases de monedas de plata: el fuerte y el medio fuerte. La primera llevaría en el centro del reverso las inscripciones: Un peso fuerte y Sitio de Montevideo.
Inmediatamente se realizan los primeros ensayos, emitiendo monedas de 20 centésimos sobre los mismos cuños empleados por Agustín Jouve en 1840, a los cuales se les modificó el año de 1840 por el de 1843. A esta moneda se la conoció con el nombre de Vintén, que provenía de la expresión portuguesa Vintem y que correspondía a una moneda con el valor de 20 réis de cobre. En 1844 se emitieron monedas de 5, 20 y 40 centésimos.
Del llamado Peso del Sitio o Peso fuerte se acuñó un número sumamente reducido (poco más de 1000), producto de la escasez de materiales. Fue acuñada con similares características a las del peso español. Esta moneda circuló únicamente en Montevideo, puesto que el 15 de febrero de 1844, desde su Cuartel General en el Cerrito de la Victoria, Manuel Oribe, jefe de las fuerzas que sitiaban Montevideo, prohibió su circulación en el resto del territorio.
El 24 de junio de 1854 se promulgaron las leyes N.º 414 y N.º 418 por medio de las cuales se autorizó la acuñación de monedas de oro de 10, 20 y 40 reales, junto con monedas de 5, 20 y 40 centésimos de cobre. La acuñación en oro nunca se llegó a realizar, mientras que en cobre se emitieron solo monedas de 5 y 20 centésimos que llevan los años de 1854 y 1855.

### Peso: de 1862 a 1975
Por ley del 23 de junio de 1862 se instaló el uso del peso, fraccionado en 100 centésimos, concordantemente con la ley del sistema métrico decimal del mismo año. Hasta el año 1975 el código ISO 4217 que tuvo asignado fue UYP.
El 4 de agosto de 1896, por la ley N.º 2.480, se creó el Banco de la República Oriental del Uruguay y se le otorgó el monopolio de la emisión. Sin embargo, el monopolio no se hizo realmente efectivo hasta 1907, cuando venció el plazo de la concesión otorgada al Banco Italiano. En 1905 había caído la concesión otorgada al Banco de Londres y Río de la Plata. También habían realizado emisiones el Banco Nacional Buenos Aires, el Banco de Salto, el Banco Comercial, el Banco Herrera Eastman, el Banco Montevideano, el Banco Oriental, el Banco Mauá, el Banco Franco Platense, el Banco Villaamil, el Banco Unión, el Banco Navia y Cía. y el Banco Nacional.
La primera emisión de billetes por parte del Banco de la República está fechada el 24 de agosto de 1896. Se imprimieron billetes de $0,50, $1, $5, $10, $50, $100 y $500, todos convertibles en oro o plata. En agosto de 1914 se abandonó la convertibilidad con el oro. Para contrarrestar la desconfianza generada por la medida, se adoptó una política cambiaria de flotación sucia, interviniendo el Banco de la República Oriental del Uruguay con ventas o compras en el mercado para incidir en la cotización del peso. En 1931 se establecieron medidas de contralor del comercio exterior, instaurándose un régimen con fijación de distintos precios para el dólar según las actividades (tipos de cambio diferenciales).
El 2 de enero de 1939 se promulgó la ley N.º 9.808 que creó el Departamento de Emisión dentro del Banco de la República Oriental del Uruguay, con el cometido de emitir billetes con carácter de privilegio exclusivo y de custodiar y administrar el encaje presente y futuro en oro y plata. El Departamento de Emisión funcionaba con independencia de los demás servicios del Banco y estaba bajo la dirección de un Consejo Honorario integrado por el presidente y directores del Banco, un delegado de los bancos nacionales privados, otro de los bancos extranjeros afiliados a la Cámara Compensadora y dos representantes designados, respectivamente, por la industria y el comercio y por la producción rural.
La Constitución de 1967 en su artículo 196 creó el Banco Central. Por ley N.º 13.594 del 6 de julio de 1967 se dispuso denominarlo Banco Central del Uruguay. Al Banco Central le fueron transferidas las funciones del Departamento de Emisión del Banco de la República Oriental del Uruguay. La Carta Orgánica del Banco Central recién fue aprobada el 30 de marzo de 1995 por ley N.º 16.696. El artículo 7 de dicha ley establece que el Banco Central tendrá a su exclusivo cargo la emisión de billetes, acuñación de monedas y retiro de circulación de billetes y monedas en todo el territorio de la República.

### Nuevo peso: de 1975 a 1993
Desde la ley de 23 de junio de 1862 no se realizaron cambios en la legislación monetaria hasta el año 1975. Se llegó a este año con un deterioro importante de la economía, que se había iniciado en la segunda mitad de la década de 1950. El deterioro económico estuvo acompañado de una importante depreciación de la moneda frente al dólar y de una alta inflación. Como consecuencia, los precios expresados en pesos contaban con gran cantidad de ceros. Por el Decreto-ley N.º 14.316 del 16 de diciembre de 1974 se estableció que, a partir del 1 de julio de 1975, el Banco Central del Uruguay emitiría billetes y monedas sobre la base del Nuevo peso, equivalente a mil pesos (1000 pesos = 1 nuevo peso).
El símbolo asignado para esta moneda fue N$ y el código ISO 4217 UYN.
Como forma de contener la inflación, el 13 de octubre de 1978 se implementó el sistema de paridad cambiaria conocido popularmente como "la tablita", que fijaba la cotización del dólar estadounidense día a día con una anticipación de varios meses. El sistema ocasionó atraso cambiario y pérdida de reservas internacionales al Banco Central del Uruguay. Fue abandonado el 26 de noviembre de 1982, hecho que se conoce como el "quiebre de la tablita".

### Peso uruguayo: de 1993 a la fecha
A partir de la ruptura de la tablita se inició otro período de inflación alta. Por la ley N.º 16.226 del 29 de octubre de 1991 se autorizó al Banco Central del Uruguay a emitir billetes y monedas sobre la base del peso uruguayo, equivalente a mil nuevos pesos. La nueva moneda comenzó a circular el 1 de marzo de 1993, siendo presidente Luis Alberto Lacalle. El símbolo del peso uruguayo volvió a ser $ y el código ISO 4217 asignado fue UYU.
En la década de 1990 se introdujo un nuevo mecanismo para poder prever con mayor acierto el valor del peso con respecto al dólar, estableciéndose un sistema de bandas de flotación.
En el año 2002, bajo la presidencia de Jorge Batlle, se produjo una crisis financiera con fuga de capitales y una importante merma en las reservas internacionales del Banco Central del Uruguay, por lo que se hizo difícil mantener las intervenciones en el mercado de cambios. El 20 de junio de 2002 se decidió cambiar a un sistema de flotación independiente, produciéndose una pérdida de valor de la moneda de hasta un 50 % en dos semanas. Esto provocó el encarecimiento de las deudas en dólares.
El régimen de flotación independiente se ha mantenido desde entonces. A la maxidevaluación de 2002 le siguió un período de apreciación de la moneda. Desde un máximo de $32,40 por dólar el 10 de septiembre de 2002, se llegó a un mínimo de $19,042 el 12 de mayo de 2010. Esta revaluación provocó la protesta de sectores de la economía, como el sector industrial, que adujeron que perdían competitividad con la región.

## Monedas
Las denominaciones del cono monetario actual en circulación son de $1, $2, $5 y $10. Además, se puede encontrar con frecuencia en la circulación monetaria diaria una edición de $50, conmemorativa del bicentenario de los hechos históricos, y una edición de $10, conmemorativa del bicentenario del reglamento de tierras de 1815.
También es muy frecuente la acuñación de monedas de colección. Algunas de ellas fueron válidas como medio de pago pero debido a su escasez y al coleccionismo no llegan a circular. Otras, directamente son desmonetizadas previo al acceso público y son puestas a la venta por su valor facial como artículos de colección, por parte del BCU. Generalmente, éstas se caracterizan por valores faciales altísimos en comparación a los de las monedas circulantes, y por sus materiales de alto costo en el mercado de metales.

### Monedas en circulación

#### Primera serie
Existen 2 series de monedas en circulación. La primera serie fue lanzada en 1994, con denominaciones de 10, 20 y 50 centésimos y de 1 y 2 pesos. Posteriormente, comenzaron a circular las monedas de 5 y 10 pesos.
| Primera serie |                       |              |                           |                                                |                       |
| Valor facial  | Anverso               | Reverso      | Fechas                    | Material                                       | Retiro de circulación |
| Centésimos    |                       |              |                           |                                                |                       |
| 10 centésimos | José Gervasio Artigas | Valor facial | 1994                      | Acero inoxidable                               | 31 de mayo de 2005    |
| 20 centésimos | José Gervasio Artigas | Valor facial | 1994                      | Acero inoxidable                               | 31 de mayo de 2005    |
| 50 centésimos | José Gervasio Artigas | Valor facial | 1994 1998 2002 2005 2008  | Acero inoxidable                               | 1 de julio de 2010    |
| Peso          |                       |              |                           |                                                |                       |
| $1            | José Gervasio Artigas | Valor facial | 1994 1998 2005 2007       | Cuproaluminio                                  | En circulación        |
| $2            | José Gervasio Artigas | Valor facial | 1994 1998 2007            | Cuproaluminio                                  | En circulación        |
| $5            | José Gervasio Artigas | Valor facial | 2003 2005 2008            | Cuproaluminio                                  | En circulación        |
| $10           | José Gervasio Artigas | Valor facial | 2000 (2004) *2000* (2006) | Anillo: acero inoxidable Núcleo: cuproaluminio | En circulación        |

#### Segunda serie "Fauna autóctona del Uruguay"
En el año 2011 se cambió completamente el diseño y los materiales de las monedas, aunque manteniendo los tamaños y las apariencias de la serie anterior. Esta serie incluye a distintos animales de la fauna autóctona del país, y al escudo nacional en reemplazo de la figura de José Gervasio Artigas.
| Fauna autóctona del Uruguay |                 |           |                                 |                          |                                                                                    |                       |
| Valor facial                | Anverso         | Reverso   | Color predominante              | Fechas                   | Material                                                                           | Retiro de circulación |
| $1                          | Escudo Nacional | Mulita    |                                 | 2011 2012 2019 2024      | Acero electrodepositado en latón                                                   | En circulación        |
| $2                          | Escudo Nacional | Carpincho |                                 | 2011 2012 2014 2019 2024 | Acero electrodepositado en latón                                                   | En circulación        |
| $5                          | Escudo Nacional | Ñandú     |                                 | 2011 2014 2019 2024      | Acero electrodepositado en latón                                                   | En circulación        |
| $10                         | Escudo Nacional | Puma      | Anillo: plateado Núcleo: dorado | 2011 2014 2015           | Anillo: acero electrodepositado en níquel Núcleo: acero electrodepositado en latón | En circulación        |

### Monedas conmemorativas
| Monedas conmemorativas |                                                 |                       |                                                                          |       |                                                                                    |                       |
| Valor facial           | Evento conmemorado                              | Anverso               | Reverso                                                                  | Fecha | Material                                                                           | Retiro de circulación |
| $50                    | Bicentenario de los Hechos Históricos           | José Gervasio Artigas | Sol de Mayo                                                              | 2011  | Acero ectrodepositado en cobre                                                     | En circulación        |
| $10                    | Bicentenario del Reglamento de Tierras de 1815. | Escudo Nacional       | Beneficiarios del reglamento: un gaucho, un afrodescendiente y un indio. | 2015  | Anillo: acero electrodepositado en níquel Núcleo: acero electrodepositado en latón | En circulación        |

### Monedas de colección
| Monedas de colección |                                                     | |                                                                   |         |           |
| Imagen               | Denominación                                        | Anverso | Reverso                                                           | Acuñada | Material  |
| $1000                | Centenario de la Administración Nacional de Puertos | Representa una grúa, contenedores y un operario manejando herramientas informáticas que generan eficiencia y eficacia en la operativa portuaria. | Sede de la Administración Nacional de Puertos y Pabellón Nacional | 2017    |           |
| $2000                | Cincuentenario del Banco Central del Uruguay        | Sol dorado | Construcción Portuaria de Walter                                  | 2017    |           |
| $2000                | Bicentenario del Proceso de Emancipación Oriental   | José Artigas sobre una bandera artiguista en colores                                                                                             | un gaucho, un afrodescendiente y un indio                         | 2015    | Plata 900 |

## Billetes
Las denominaciones de los billetes en circulación son de $20, $50, $100, $200, $500, $1000 y $2000.

### Serie «Personajes ilustres del Uruguay»
| Serie «Personajes ilustres del Uruguay» |                    |                             | |                                                                |
| Denominación                            | Color predominante | Retrato del anverso         | Motivo del reverso                                                                                        | Serie y año                                                    |
| $20                                     | Verde              | Juan Zorrilla de San Martín | Alegoría de la Leyenda Patria, fragmento de la epopeya "Tabaré (epopeya)"                                 | A/1994, B/1997, C/2000, D/2003, E/2008, F/2011, G/2015, H/2018 |
| $50                                     | Rojo               | José Pedro Varela           | Monumento a José Pedro Varela                                                                             | A/1994, B/2000, C/2003, D/2008, E/2011, F/2015                 |
| $100                                    | Violeta            | Eduardo Fabini              | Alegoría Musical                                                                                          | A/1994, B/1997, C/2000, D/2003, E/2008, F/2011, G/2015, H/2019 |
| $200                                    | Ocre               | Pedro Figari                | Reproducción de su pintura "Baile antiguo"                                                                | A/1995, B/2000, C/2006, D/2009, E/2011, F/2015, G/2019         |
| $500                                    | Azul               | Alfredo Vásquez Acevedo     | Universidad de la República                                                                               | A/1994, B/1999, C/2006, D/2009, E/2014, F/2015, G/2020         |
| $1000                                   | Verde amarillento  | Juana de Ibarbourou         | Sus principales obras literarias, su firma y el fragmento de uno de sus poemas, junto a La Palma de Juana | A/1995, B/2004, C/2008, D/2011, E/2015, F/2020, G/2021         |
| $2000                                   | Gris               | Dámaso Antonio Larrañaga    | Biblioteca Nacional                                                                                       | A/2003 , B/2015, C/2020, D/2021                                |

Los billetes emitidos desde de 2014 tienen nuevas medidas de seguridad.
Ediciones conmemorativas
| Conmemorativas |                 |                                   |                        |             |
| Denominación   | Color principal | Retrato del anverso               | Motivo del reverso     | Serie y año |
| $50            | Azul            | 50° aniversario del Banco Central | Construcción Portuaria | A/2017      |

### Segunda serie
El sábado 3 de octubre de 2020 y en coincidencia con la celebración del Día del Patrimonio, el Banco Central del Uruguay puso en circulación, con un diseño muy similar a los de la primera serie aunque de inferior tamaño, los nuevos billetes de polímero, material que se está teniendo en cuenta para la producción de billetes de baja denominación: 20 y 50 pesos uruguayos.
| Serie polímeros |                 |                             |                               |                |
| Denominación    | Color principal | Retrato del anverso         | Motivo del reverso            | Serie y año    |
| $20             | Verde           | Juan Zorrilla de San Martín | Alegoría de la Leyenda Patria | A/2020, B/2021 |
| $50             | Rojo            | José Pedro Varela           | Monumento a José Pedro Varela | A/2020, B/2021 |